# Кастел Белфорт (Тренто)
Кастел Белфорт је насеље у Италији у округу Тренто, региону Трентино-Јужни Тирол.
Према процени из 2011. у насељу је живело 26 становника. Насеље се налази на надморској висини од 715 м.